# Молдавско-приднестровские отношения
Молдавско-приднестровские отношения — двусторонние дипломатические отношения между Молдавией и непризнанным государством Приднестровской Молдавской Республикой (Приднестровьем). Во время распада Советского Союза политическая напряжённость в Молдавской Советской Социалистической Республике привела к провозглашению Приднестровьем независимости от Молдавии, кульминацией чего стала Приднестровская война 1992 года. В рамках подписанного соглашения о прекращении огня, положившего конец войне, была создана Объединённая контрольная комиссия, в которую вошли молдаване, приднестровцы и россияне для наблюдения за демилитаризованной зоной, которая находилась в приднестровском регионе. Объединённая контрольная комиссия по-прежнему контролирует эту зону, и переговоры по разрешению конфликта продолжаются между Россией, Украиной, США, Европейским союзом и Организацией по безопасности и сотрудничеству в Европе (ОБСЕ).

## История
Провозглашение Молдавской Автономной Советской Социалистической Республики в 1924 году закрепило статус Приднестровья как автономной политии. В 1941 году румынские войска, объединившиеся с Германией во Второй мировой войне, напали на СССР и захватили Приднестровье. СССР отвоевал Молдову в 1944 году, и Приднестровье стало частью созданной Молдавской Советской Социалистической Республики. В 1990 году восточная часть МССР провозгласила свою независимость в составе СССР как Приднестровская Молдавская Советская Социалистическая Республика. Президент СССР Михаил Горбачёв подписал указ, отменяющий это решение народных депутатов Приднестровья.
После распада СССР в 1991 году основная напряженность между Приднестровьем и Молдавией достигла высшей точки в Приднестровской войне в марте-июле 1992 года. Перед войной сопротивление молдавскому национализму усилилось, имели место рейды и попытки захвата территории. Во время конфликта российские солдаты встали на сторону приднестровцев, а военнослужащие 14-й гвардейской общевойсковой армии предоставили оружие созданным приднестровским вооружённым силам. В декабре 1991 года командующий 14-й армией Г. И. Яковлев также возглавил вооруженные силы ПМР. Прекращение огня в июле того же года подразумевало создание зоны безопасности в составе пяти российских батальонов, трёх молдавских батальонов и двух батальонов из Приднестровья. Во время войны некоторые деревни в центральном Приднестровье восстали против местных властей на восточном берегу Днестра (в том числе Кочиеры, Кошница и Коржево) остаются под контролем Молдавии, а некоторые районы на западном берегу Днестра (включая город Бендеры) контролируются приднестровскими силами.
Миротворческие силы с каждой стороны, включая контингент из России, патрулируют зону безопасности. Объединённая контрольная комиссия (состоящая из молдавских, приднестровских и российских сил) контролирует зону безопасности, а ОБСЕ является наблюдателем. Молдавия возражает против присутствия российских войск в Приднестровье, заявляя, что это нарушает их суверенитет. Нейтралитет Молдавии закреплен в конституции: «Республика Молдова заявляет о своём постоянном нейтралитете и не допускает размещение иностранных воинских частей на своей территории». В 1994 году Россия и Молдавия подписали соглашение о выводе войск Россией через три года после ратификации; однако Государственная дума не ратифицировала его. Во время саммита в Стамбуле в 1999 году Россия обязалась вывести свои войска из Приднестровья к концу 2002 года. Опять же, Государственная дума не ратифицировала Стамбульские договоренности. В резолюции НАТО от 18 ноября 2008 года к России был обращен призыв «соблюдать обязательства, взятые на Стамбульском саммите в 1999 году, и в ближайшем будущем должна вывести своё незаконное военное присутствие из приднестровского региона Молдавии». Вадим Писарь, гражданин Молдавии, проехал через блокпост в зоне безопасности в 2012 году и был смертельно ранен российским солдатом. Инцидент усилил напряжённость в отношениях между Россией и Молдавией и привел к дальнейшим спорам о продолжении присутствия российского контингента. Молдаване протестовали, особенно у посольства России в Кишинёве, призывая к выводу российских войск из региона.

## Статус и переговоры

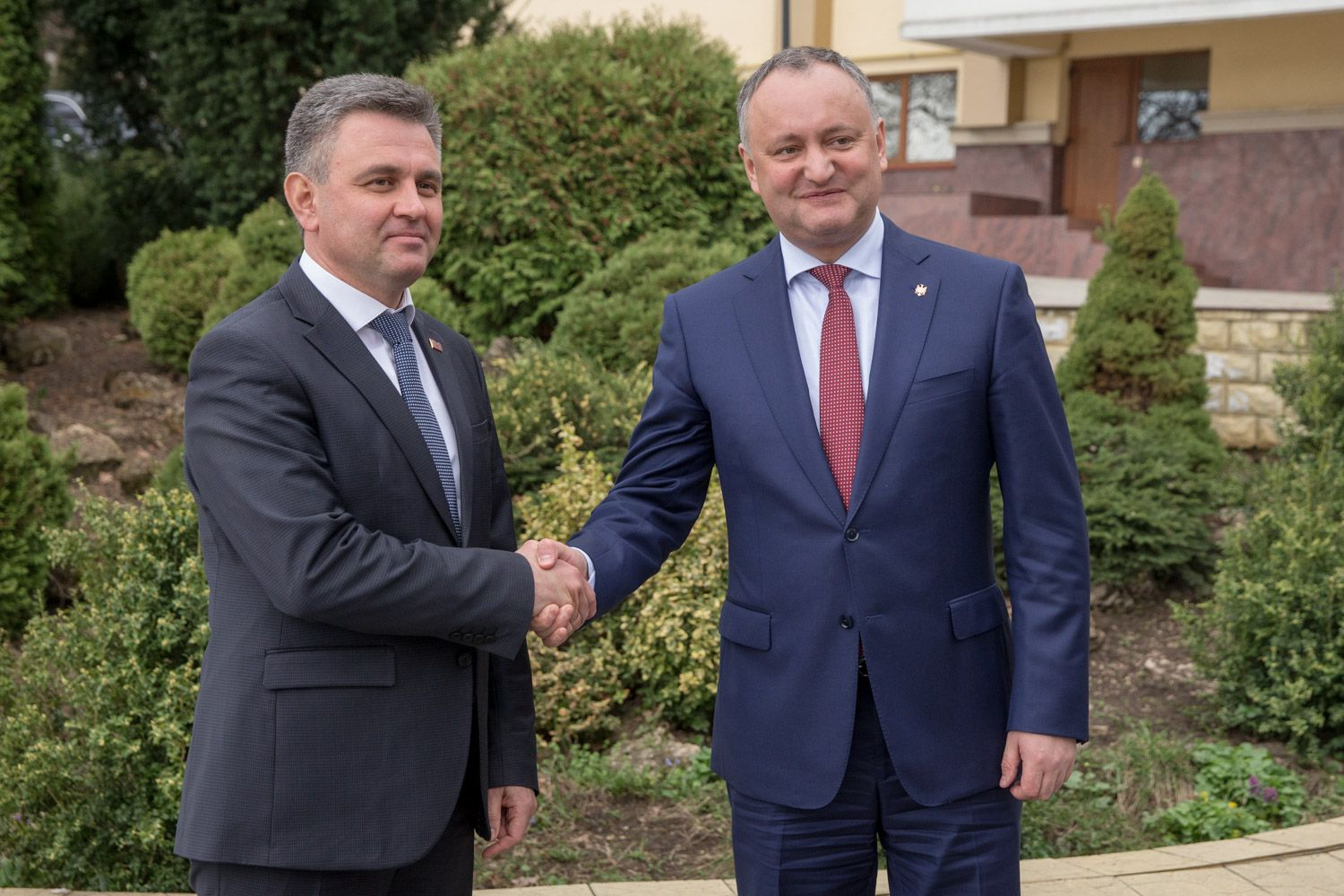
Встреча президента Молдавии Игоря Додона с президентом Приднестровья Вадимом Красносельским 30 марта 2017 года

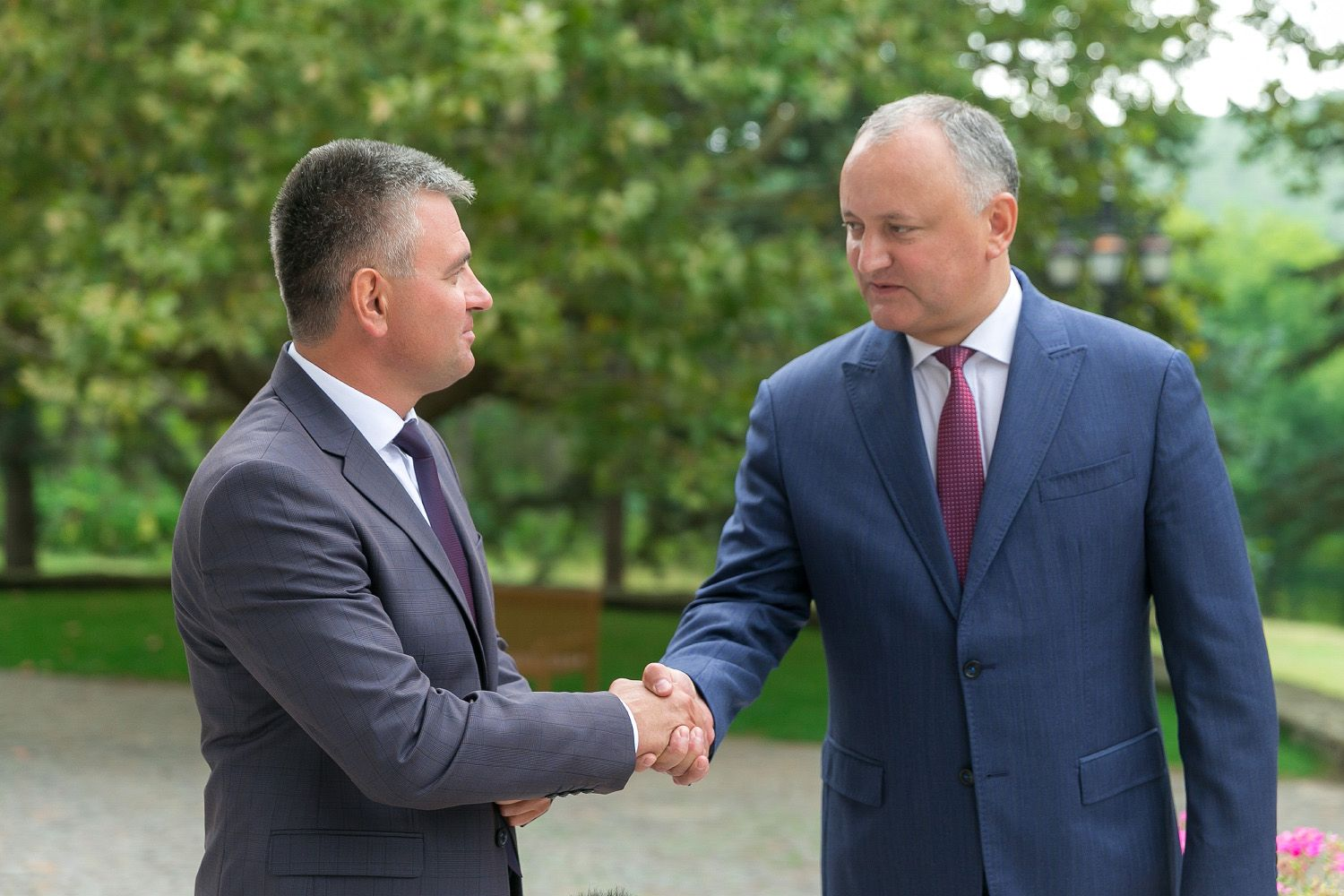
Встреча президента Молдавии Игоря Додона с президентом Приднестровья Вадимом Красносельским 6 сентября 2018 года

В Приднестровье нет молдавских представительств, консульств или посольств. Суверенитет Приднестровья признают частично признанные ООН государства: Абхазия и Южная Осетия. Приднестровье, Абхазия и Южная Осетия являются членами Содружества непризнанных государств, организации государств бывшего СССР, которые имеют ограниченное международное признание. Хотя Россия не признает Приднестровье в качестве независимого государства, у неё есть консульство в Тирасполе.

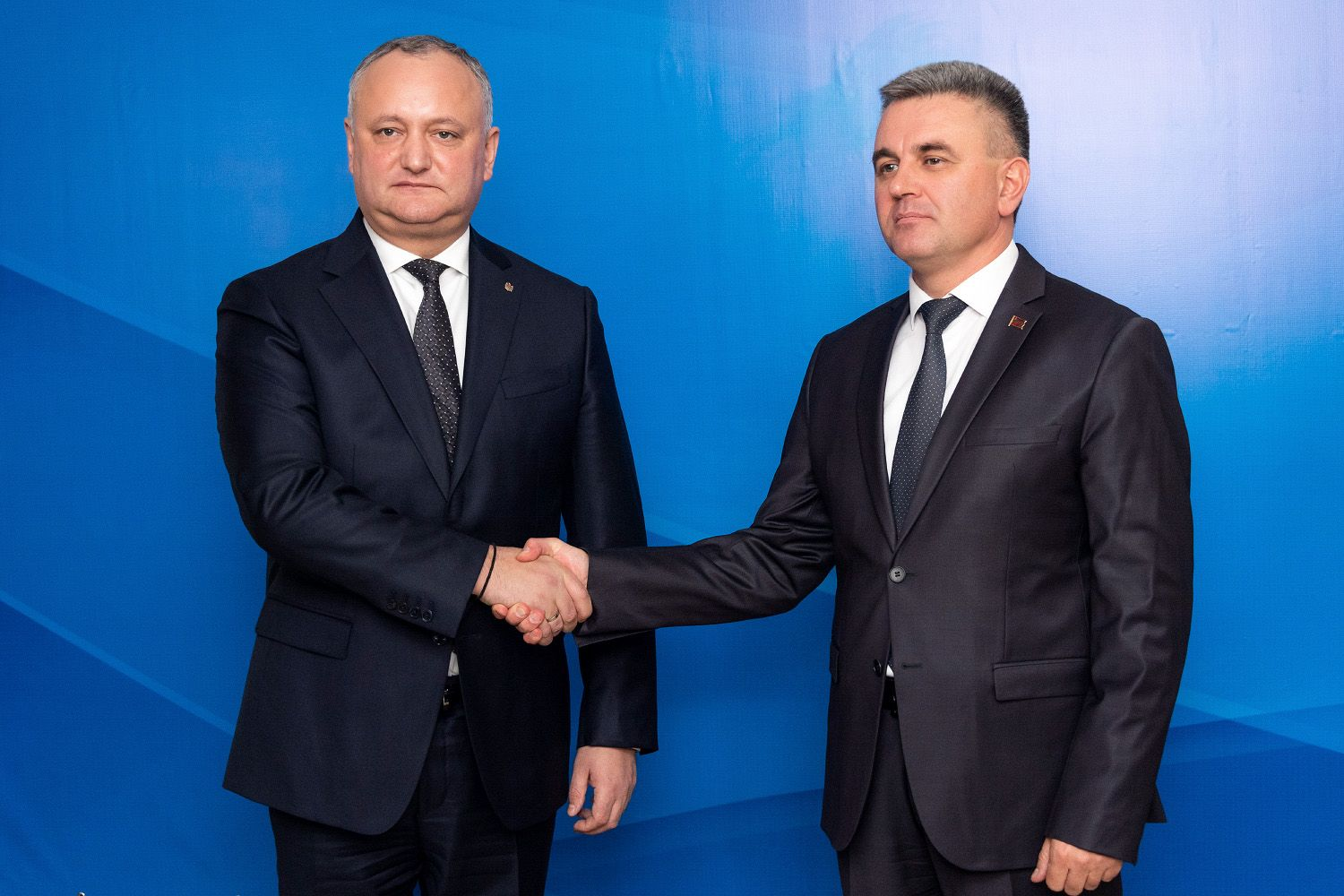
Встреча президента Молдавии Игоря Додона с президентом Приднестровья Вадимом Красносельским 25 декабря 2018 года

Московский меморандум 1997 года, также известный как Меморандум Примакова, представляет собой соглашение, подписанное президентом Молдавии Петром Лучинским и президентом Приднестровья Игорем Смирновым, об установлении правовых и государственных отношений между Молдавией и Приднестровьем. Обе стороны подтвердили приверженность соглашению о прекращении огня, и было предложено продолжить посреднические усилия с участием России, Украины и ОБСЕ.

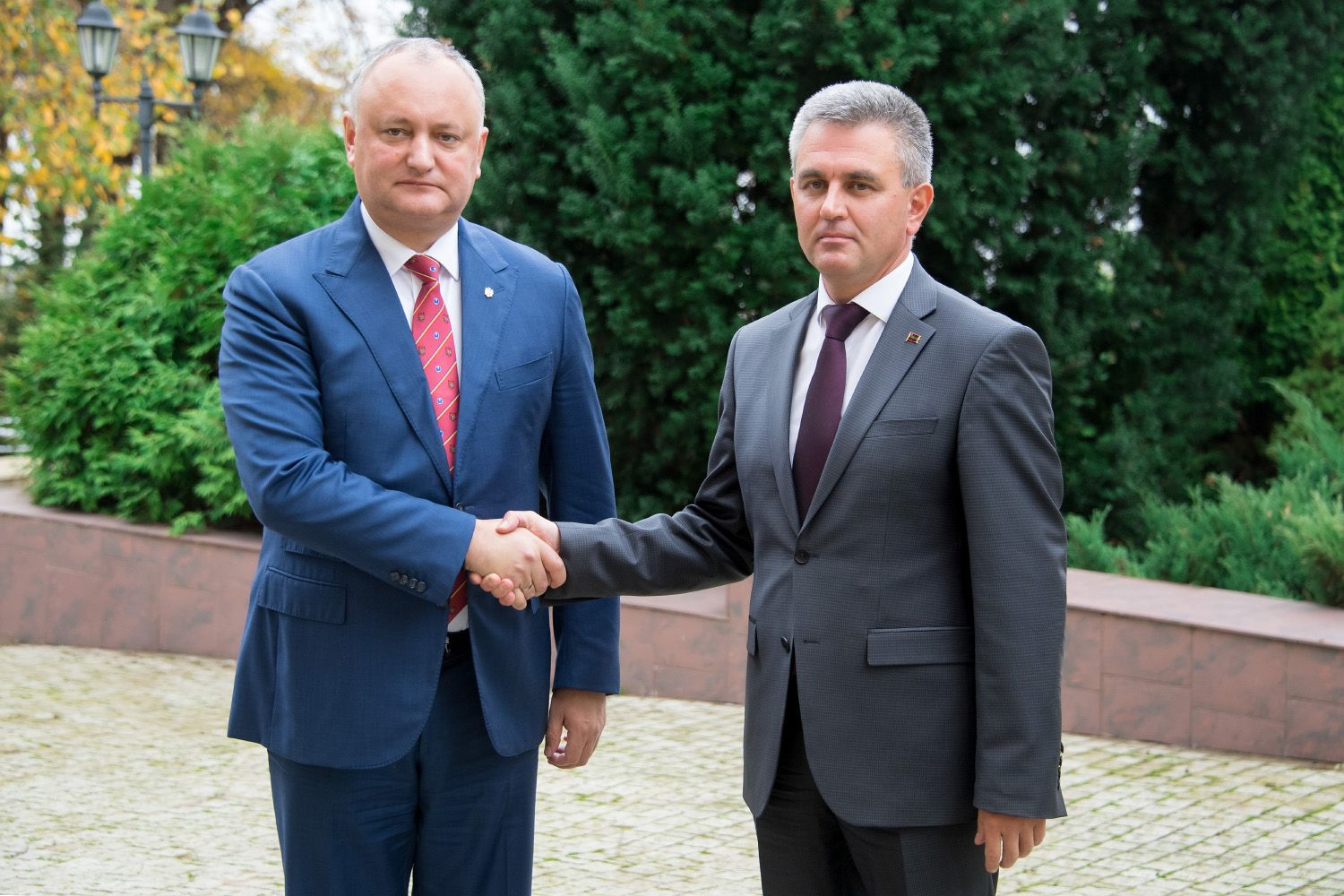
Встреча президента Молдавии Игоря Додона с президентом Приднестровья Вадимом Красносельским 29 октября 2019 года

Меморандум Козака 2003 года стал ещё одной попыткой урегулирования спора путем переговоров. Переговоры между президентом Молдавии Владимиром Ворониным и президентом Приднестровья Игорем Смирновым проходили при посредничестве российского политика (и близкого соратника Владимира Путина) Дмитрия Козака. Основным принципом предложения было создание асимметричной федерации, в которой Молдавия составляла бы большинство, а Приднестровье — меньшинство. Принятие этого предложения позволило бы Приднестровью наложить вето на будущие изменения в конституции новой федерации и разрешило бы оставить российский миротворческий контингент в Приднестровье до 2020 года. Споры возникли по поводу потенциального количества мест, выделенных Приднестровью в будущем сенате, и продолжающееся присутствие российских войск вызвало негативную реакцию со стороны Молдавии. Документ был отклонен из-за давления на Владимира Воронина.
В 2005 году США и ЕС присоединились к молдавско-приднестровским переговорам в качестве наблюдателей. Включая Россию, Украину и ОБСЕ, переговоры получили название формата 5 + 2 (или переговоры 5 + 2). Неформальные переговоры проводились в период с 2006 по 2011 год из-за разочарования приднестровских властей попыткам Молдавии и Украины контролировать спорную границу. Хотя переговоры продолжаются, согласия по политическому статусу Приднестровья нет.
20 сентября 2017 года Верховный совет Приднестровской Молдавской Республики единогласно одобрил подачу запроса в ООН о предоставлении статуса наблюдателя. В запросе, направленном Генеральному секретарю ООН Антониу Гутерришу и председателю Генеральной Ассамблеи ООН Мирославу Лайчаку, также содержится просьба к ООН создать постоянную международную рабочую группу и осудить действия, которые приводят к «нарушению неотъемлемых прав и свобод и росту напряжённости во всем регионе». В запросе упоминается Палестина, которая не является членом ООН, но имеет статус наблюдателя.
22 июня 2018 года Молдавия представила резолюцию ООН, призывающую к «полному и безоговорочному выводу иностранных вооружённых сил с территории Республики Молдова, включая Приднестровье». 64 государства-члена проголосовали за резолюцию, 83 воздержались и 15 проголосовали против. Государства, выступающие против резолюции, включали Россию, Армению и Северную Корею.

### Референдум 2006 года
В 2005 году в Молдавии был принят закон об «основных положениях особого правового статуса населенных пунктов на левом берегу Днестра (Приднестровье)», в соответствии с которым были созданы Административно-территориальные единицы левобережья Днестра (административная единица Молдавии). Приднестровье выступило против принятия закона, поскольку консультации с властями Приднестровья были ограниченными. 17 сентября 2006 года в Приднестровье был проведен референдум, на котором избирателям предлагалось выбрать между отказом от независимости и присоединением к Молдавии или заявлением о независимости и возможным присоединением к Российской Федерации в будущем. Референдум поддержал интеграцию с Россией — 98,07 %. ОБСЕ, ЕС и многие другие государства, включая Румынию, Болгарию и Турцию, не признали результаты референдума. Молдавский закон об основных положениях все ещё в силе, и его дальнейшее существование может осложнить мирное урегулирование.

## Экономические отношения
Молдавско-приднестровские экономические отношения характеризуются кризисами и давлением. Хотя значительная часть промышленного потенциала Молдавии находится в Приднестровье, ряд экономических кризисов усилил напряжённость между двумя сторонами.
В 1990 году на Приднестровье приходилось более 40 % ВВП Молдавии и 90 % её электроснабжения. После того, как Молдавия подписала в 2014 году Соглашение об ассоциации с Европейским союзом, Приднестровье могло беспошлинно экспортировать товары в ЕС. В результате 27 % приднестровского экспорта пошло в страны-члены ЕС, а экспорт в Россию упал до 7,7 %. Молдавское давление спровоцировало экономический кризис в Приднестровье: чтобы оказать давление с целью реинтеграции в Молдавию, последняя снизила закупочную цену на приднестровскую электроэнергию примерно на 30 % в 2016 году. Приднестровской экономике, ориентированной на экспорт, сложнее получить доступ к международным рынкам, а возможности для привлечения иностранных инвестиций ограничены. Это привело к росту массовой эмиграции и теневой экономики. Из-за отсутствия международного признания Приднестровью труднее создавать судебные дела против компаний, связанных с теневой экономикой. В 2005 году по просьбе президента Молдавии Владимира Воронина и президента Украины Виктора Ющенко ЕС запустил Миссию по приграничной помощи (EUBAM), чтобы помочь ограничить трансграничную преступную деятельность. По данным Европейской комиссии, EUBAM преследует три основные цели: «способствовать повышению общего потенциала пограничного и таможенного управления, а также способности Республики Молдова и Украины бороться с трансграничной и организованной преступностью, приближать границы и стандарты правоохранительных органов в соответствии со стандартами ЕС, а также для оказания помощи Республике Молдова и Украине в выполнении их обязательств в соответствии с Планом действий Европейской политики соседства (ЕПС) и Соглашениями о партнерстве и сотрудничестве (СПС)».

### Пограничный таможенный спор
3 марта 2006 года Украина ввела новые таможенные правила на границе с Приднестровьем. Украинские власти заявили, что будут импортировать товары из Приднестровья только с документами, обработанными молдавской таможней в рамках совместного таможенного протокола, согласованного между Украиной и Молдавией 30 декабря 2005 года. Приднестровские компании, которые хотят экспортировать товары на Украину и страны-члены Содружества Независимых Государств, должны быть зарегистрированы в Молдавии. Новое таможенное соглашение подверглось критике в Приднестровье: министр экономики Елена Черненко заявила, что де-факто блокада обходится Приднестровью в 2-2,5 миллиона долларов в день.

## Политическая риторика
Общественное мнение об отношениях между Молдавией и Приднестровьем формировалось риторикой их лидеров.

### Молдавия
Мирча Снегур, первый президент Республики Молдова, подписал соглашение о прекращении огня, положившее конец Приднестровской войне. Мирча Снегур отказался подписать меморандум Евгения Примакова, который был окончательно оформлен после избрания президентом пророссийского Петра Лучинского. Во время президентских сроков Петра Лучинского и его пророссийского преемника Владимира Воронина Россия поддерживала более тесные отношения с Молдавией. По словам Михая Гимпу, исполнявшего обязанности президента Молдавии с сентября 2009 года по декабрь 2010 года, безоговорочный вывод российских солдат и вывоз российских боеприпасов из Приднестровья были бы предпосылками для урегулирования конфликта. Его преемник Влад Филат из Либерально-демократической партии Молдовы заявил: «Устав приднестровского региона будет определён в рамках переговоров 5 + 2, а окончательное решение будет принято в Кишиневе». Мариан Лупу, исполнявший обязанности президента с декабря 2010 года по март 2012 года, также подчеркнул готовность Кишинева вести диалог по конфликту. После аннексии Крыма в 2014 году многие политики и активисты Приднестровья обратились в российский парламент с просьбой разработать закон о присоединении Приднестровья к России. В ответ президент Молдавии Николае Тимофти заявил, что любое решение Москвы принять Приднестровье «было бы шагом в неверном направлении». Пророссийский президент Игорь Додон, избранный на выборах в декабре 2016 года, указал, что попытки Приднестровья обрести независимость потерпели неудачу: «У них есть либо Молдавия, либо Украина, с которой они могут объединиться. Больше ни с кем …».

### Приднестровье
Игорь Смирнов был первым президентом Приднестровья с 1990 по 1991 год и с 1991 по 2011 год. Его пребывание в должности было отмечено попытками обрести независимость, включая подписание Меморандума Примакова. Победив пророссийского кандидата Анатолия Каминского, избранный на выборах президента Приднестровья в 2011 году Евгений Шевчук ознаменовал новый этап в молдавско-приднестровских отношениях. Хотя консенсуса по поводу политического статуса не было, Евгений Шевчук выступил за улучшение коммуникационных каналов и снятие торговых ограничений. На переговорах в формате 5 + 2 Евгений Шевчук отверг призыв Молдавии заменить российский военный контингент гражданской миротворческой миссией и заявил о необходимости наличия российских сил для обеспечения безопасности Приднестровья. На выборах в декабре 2016 года президентом стал Вадим Красносельский из правоцентристской партии Обновления. По данным Би-би-си, Вадим Красносельский заявил, что Приднестровье должно вступить в «эволюционное» присоединение к России. Во время национальных праздников в сентябре 2018 года Вадим Красносельский заявил, что Приднестровье по-прежнему будет добиваться международного признания, а российский военный контингент является «важным фактором сохранения мира».